# 克魯堅克 (瓦西利基夫卡區)
48°9′36″N 36°20′46″E / 48.16000°N 36.34611°E
克魯堅克（烏克蘭語：Крутеньке），是烏克蘭的村落，位於該國中部第聶伯羅彼得羅夫斯克州，由瓦西利基夫卡區負責管轄，處於恰普利納河右岸，距離塔拉諾韋和多夫格1.5公里，2001年人口75。